# NBA All-Star Game 1976
Le NBA All-Star Game 1976 s’est déroulé le 3 février 1976 dans The Spectrum de Philadelphie.

## Effectif All-Star de l’Est
- Dave Cowens (Celtics de Boston)
- Bob McAdoo (Buffalo Braves)
- John Havlicek (Celtics de Boston)
- Jo Jo White (Celtics de Boston)
- Dave Bing (Washington Bullets)
- Walt Frazier (Knicks de New York)
- Elvin Hayes (Washington Bullets)
- George McGinnis (76ers de Philadelphie)
- Randy Smith (Buffalo Braves)
- Rudy Tomjanovich (Rockets de Houston)
- John Drew (Hawks d’Atlanta)
- Doug Collins (76ers de Philadelphie)

## Effectif All-Star de l’Ouest
- Kareem Abdul-Jabbar (Lakers de Los Angeles)
- Rick Barry (Warriors de Golden State)
- Jamaal Wilkes (Warriors de Golden State)
- Alvan Adams (Suns de Phoenix)
- Nate Archibald (Kansas City Kings)
- Norm Van Lier (Bulls de Chicago)
- Phil Smith (Warriors de Golden State)
- Bobby Dandridge (Bucks de Milwaukee)
- Scott Wedman (Kansas City Kings)
- Curtis Rowe (Pistons de Détroit)
- Brian Winters (Bucks de Milwaukee)
- Fred Brown (SuperSonics de Seattle)